# Saint-Remy-en-Bouzemont-Saint-Genest-et-Isson
Saint-Remy-en-Bouzemont-Saint-Genest-et-Isson és un municipi francès, situat al departament del Marne i a la regió del Gran Est. L'any 2007 tenia 596 habitants.

## Demografia

### Població
El 2007 la població de fet de Saint-Remy-en-Bouzemont-Saint-Genest-et-Isson era de 596 persones. Hi havia 230 famílies, de les quals 56 eren unipersonals (24 homes vivint sols i 32 dones vivint soles), 87 parelles sense fills, 79 parelles amb fills i 8 famílies monoparentals amb fills.
La població ha evolucionat segons el següent gràfic:
Habitants censats

### Habitatges
El 2007 hi havia 254 habitatges, 236 eren l'habitatge principal de la família, 12 eren segones residències i 6 estaven desocupats. 222 eren cases i 31 eren apartaments. Dels 236 habitatges principals, 171 estaven ocupats pels seus propietaris, 58 estaven llogats i ocupats pels llogaters i 8 estaven cedits a títol gratuït; 2 tenien dues cambres, 26 en tenien tres, 60 en tenien quatre i 149 en tenien cinc o més. 168 habitatges disposaven pel capbaix d'una plaça de pàrquing. A 100 habitatges hi havia un automòbil i a 103 n'hi havia dos o més.

### Piràmide de població
La piràmide de població per edats i sexe el 2009 era:
| Homes | Edats   | Dones |
| ----- | ------- | ----- |
| 0     | 95 o +  | 0     |
| 0     | 90 a 94 | 0     |
| 4     | 85 a 89 | 8     |
| 0     | 80 a 84 | 4     |
| 8     | 75 a 79 | 12    |
| 20    | 70 a 74 | 20    |
| 8     | 65 a 69 | 12    |
| 12    | 60 a 64 | 16    |
| 12    | 55 a 59 | 12    |
| 32    | 50 a 54 | 24    |
| 20    | 45 a 49 | 40    |
| 16    | 40 a 44 | 24    |
| 24    | 35 a 39 | 16    |
| 16    | 30 a 34 | 24    |
| 24    | 25 a 29 | 8     |
| 36    | 20 a 24 | 4     |
| 16    | 15 a 19 | 28    |
| 20    | 10 a 14 | 20    |
| 20    | 5 a 9   | 20    |
| 4     | 0 a 4   | 0     |

## Economia
El 2007 la població en edat de treballar era de 409 persones, 276 eren actives i 133 eren inactives. De les 276 persones actives 239 estaven ocupades (133 homes i 106 dones) i 37 estaven aturades (23 homes i 14 dones). De les 133 persones inactives 45 estaven jubilades, 33 estaven estudiant i 55 estaven classificades com a «altres inactius».

### Ingressos
El 2009 a Saint-Remy-en-Bouzemont-Saint-Genest-et-Isson hi havia 249 unitats fiscals que integraven 620,5 persones, la mediana anual d'ingressos fiscals per persona era de 16.332 €.

### Activitats econòmiques
Dels 28 establiments que hi havia el 2007, 2 eren d'empreses extractives, 1 d'una empresa alimentària, 2 d'empreses de fabricació d'altres productes industrials, 6 d'empreses de construcció, 4 d'empreses de comerç i reparació d'automòbils, 5 d'empreses de transport, 1 d'una empresa d'hostatgeria i restauració, 1 d'una empresa immobiliària, 4 d'entitats de l'administració pública i 2 d'empreses classificades com a «altres activitats de serveis».
Dels 8 establiments de servei als particulars que hi havia el 2009, 1 era una gendarmeria, 1 oficina de correu, 1 paleta, 2 guixaires pintors, 1 fusteria, 1 lampisteria i 1 electricista.
Dels 3 establiments comercials que hi havia el 2009, 1 era una botiga de més de 120 m², 1 una botiga de menys de 120 m² i 1 una botiga de mobles.
L'any 2000 a Saint-Remy-en-Bouzemont-Saint-Genest-et-Isson hi havia 12 explotacions agrícoles que ocupaven un total de 544 hectàrees.

## Equipaments sanitaris i escolars
L'únic equipament sanitari que hi havia el 2009 era una farmàcia.
El 2009 hi havia una escola elemental.

## Poblacions més properes
El següent diagrama mostra les poblacions més properes.